# Communistische Partij van Cuba
De Communistische Partij van Cuba (Spaans: Partido Comunista de Cuba, PCC) is de communistische partij van Cuba.

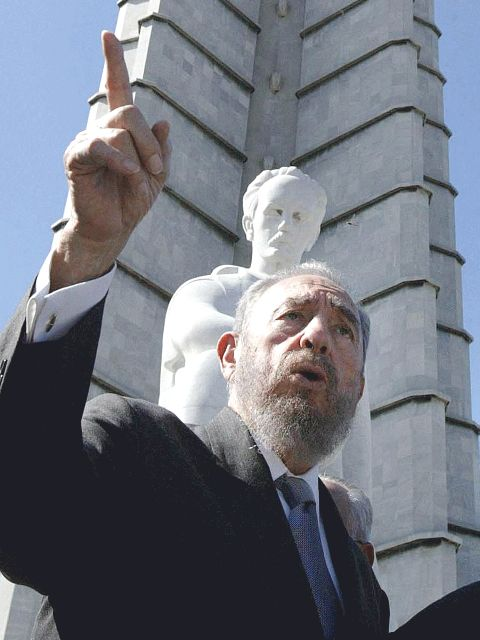
Fidel Castro, de voormalige leider van de PCC

## Geschiedenis
De Communistische Partij van Cuba werd in de jaren 20 opgericht en was aangesloten bij de Comintern (Communistische Internationale). De partij stond onder leiding van Julio Antonio Mella en Carlos Baliño. De partij was zeer gekant tegen dictator Gerardo Machado (1925-1933).
Na de Tweede Wereldoorlog werd de partijnaam veranderd in Volkssocialistische Partij (Partido Socialista Popular) en voerde de partij een pragmatische koers en was het sterk beïnvloed door de Communistische Partij van de Verenigde Staten van Amerika (CPUSA). De partij liet zich tijdens de guerrillastrijd in de jaren 50 weinig lovend uit over Fidel Castro en diens Beweging van de 26ste Juli en steunde de partij het bewind van president Fulgencio Batista. Twee jaar na de Cubaanse Revolutie van 1959, in juli 1961 werd de Geïntegreerde Revolutionaire Organisatie (Organisaziones Revolucionarias Integradas) opgericht. Deze organisatie kwam tot stand na een fusie van de Volkssocialistische Partij (onder leiding van Blas Roca Calderio), de Beweging van de 26ste Juli (van Fidel Castro) en het Revolutionaire Directorium van de 13de Maart (van Faure Chomón). De ORI werd op 26 maart 1962 omgedoopt in Verenigde Partij van de Cubaanse Socialistische Revolutie (Partido Unido de la Revolución Socialista de Cuba).
Deze PURSC werd op 3 oktober 1965 de Communistische Partij van Cuba (PCC). Fidel Castro werd tot eerste secretaris van de PCC gekozen, een post die hij tot 2006 bekleedde. De eerste tien jaar van haar bestaan stelde de partij weinig voor. Pas omstreeks 1975 begon het ledental te groeien en maakte de partijleiding werkelijk werk van het rekruteren van nieuwe leden. In 1985 telde de partij ten slotte 520,000 leden.
De PCC voerde de eerste 25 jaar van haar bestaan een pro-Sovjetkoers. Met de veranderingen in Oost-Europa en het uiteenvallen van de Sovjet-Unie in december 1991 besloot de partij te hervormen. Tijdens het partijcongres van 1991 werd de partij "de partij van de Cubaanse natie" en niet langer meer "de partij van de werkende klasse." Marx en Lenin bleven inspiratiebronnen, maar er werd een nieuwe ideoloog toegevoegd, namelijk de 19e-eeuwse Cubaanse vrijheidsstrijder José Martí.
Uiteindelijk accepteerde het Politbureau van de PCC in de jaren 90 op beperkte schaal de markteconomie en werden de staatsboerderijen vervangen door coöperatieve boerderijen.

## Structuur
De structuur van de Communistische Partij van Cuba wijkt niet af van die van andere communistische partijen in socialistische staten. Formeel is het partijcongres de hoogste autoriteit. Toch werd het eerste partijcongres pas in 1975, tien jaar na de oprichting van de PCC, voor het eerst gehouden. Sindsdien komt het partijcongres iedere vijf jaar bijeen. Het partijcongres kiest vervolgens het 150 personen tellende Centraal Comité. Vroeger telde het Centraal Comité 225 leden. Omdat het Centraal Comité zelden vergadert, kiest het een Politbureau bestaande uit 24 leden (1997; 25 leden 1991). Vóór het partijcongres van 1991 bestond er een 11 leden tellend Secretariaat. Dit Secretariaat werd echter in 1991 opgeheven en daarvoor in de plaats werd het Politbureau uitgebreid.
Op ideologisch vlak is de Communistische Partij strikt marxistisch-leninistisch, dit in tegenstelling tot bijvoorbeeld de Communistische Partij van Vietnam, de Communistische Partij van China en de Laotiaanse Revolutionaire Volkspartij. De persoonlijkheidscultus, zoals die bijvoorbeeld in het China van de jaren 70 bestond of thans in Noord-Korea, is in Cuba vrijwel afwezig (Fidel Castro stond zelf maar twee keer op een postzegel).

## Secretaris-Generaal van de PCC
- Fidel Castro - 3 oktober 1965-2008
- Raúl Castro - februari 2008 - heden

### Eerste secretaris van het Politbureau
- Fidel Castro - 1991-2008
- Raúl Castro - 2008-heden

### Tweede secretaris van het Politbureau
- Raúl Castro - 1991-2008
- José Ramon Machado 2008-heden

## Massaorganisaties in Cuba
- Federación Estudiantil de la Enseñanza Media (Studentenfederatie van Middelbare Scholieren)
- Federación Estudiantil Universitaria (Universitaire Studentenfederatie)
- Central de Trabajadores de Cuba (Centrale Arbeiderscentrale van Cuba)
- Federación de Mujeres Cubanas (Verbond van Cubaanse Vrouwen)
- Asociación Nacional de Agricultores Pequeños (Cubaanse Nationale Vereniging van Kleine Boeren)
- Comités de Defensa de la Revolución (Comités voor de Verdediging van de Revolutie)

## Jongerenorganisatie van de PCC
- Unión de Jóvenes Comunistas (Unie van Jonge Communisten)